# Friedrich Wilhelm von Werder
Friedrich Wilhelm von Werder (* 26. August 1747 auf Kade; † 24. November 1820 in Potsdam) war ein preußischer Generalmajor und Oberhofmarschall beim Fürsten von Köthen.

## Leben

### Herkunft
Seine Eltern waren Markwart Ludwig von Werder (* 4. April 1716; † 22. Juni 1788) und dessen Ehefrau Dorothea Luise, geborene Metzing († 7. Mai 1758), eine Tochter des Bürgermeisters von Schwedt/Oder Heinrich Metzing. Sein Vater war preußischer Hauptmann der Landmilitz sowie Herr auf Kade, Brettin sowie Groß- und Klein-Wusterwitz bei Genthin. Sein Bruder Johann Karl von Werder (1751–1808) war preußischer Zolldirektor.

### Militärlaufbahn
Werder kam am 14. Januar 1761 als Gefreitenkorporal in das Infanterieregiment „Alt-Braunschweig“ der Preußischen Armee. Er nahm noch am Siebenjährigen Krieg und avancierte bis 7. Mai 1766 zum Sekondeleutnant. Am 16. Juli 1773 kam er als Adjutant in das Grenadierregiment 5/20 (Kamecke), dass aus den Grenadierkompanien der Regiment „von Saldern“ und „Jung-Stutterheim“ gebildet wurde. Dort stieg Werder am 6. September 1774 zum Premierleutnant auf und nahm als solcher am Bayrischen Erbfolgekrieg teil. Am 17. Oktober 1785 wurde er Stabskapitän sowie am 29. Juli 1787 Kapitän und Kompaniechef im Infanterieregiment „von Lengefeld“. Nachdem er am 31. Dezember 1793 zum Major befördert worden war, kämpfte Werder während des Ersten Koalitionskrieges bei der Blockade von Landau, den Gefechten bei Vicognes, Valenciennes, Famars, Trippstadt, Saarbrücken, St. Ingbert sowie der Schlacht bei Kaiserslautern. Am 1. Juni 1799 kam er als Kommandeur in das Grenadierbataillon 5/20 zurück. Am 20. Mai 1803 wurde er mit Patent vom 12. Juni 1803 zum Oberstleutnant und am 20. Mai 1805 mit Patent vom 11. Juni 1805 zum Oberst befördert. Im Vorfeld des Vierten Koalitionskrieges wurde Werder am 22. September 1806 zum Kommandeur des Infanterieregiments „von Larisch“ ernannt.
Nach dem verlorenen Krieg wurde Werder am 17. August 1807 auf Halbsold gesetzt. Auf seine Nachfrage erhielt er am 26. Juli 1809 die Auskunft, dass eine Wiederanstellung zurzeit nicht möglich sei. Daher erhielt er am 13. Juli 1810 die Genehmigung, als Oberhofmarschall zum Fürsten von Köthen zu gehen. Am 14. Januar 1811 feierte er aber noch sein 50-jähriges Dienstjubiläum, bevor er am 1. Februar 1814 seinen Abschied mit Pension erhielt. Am 13. April 1817 wurde er dann noch der Charakter als Generalmajor verliehen. Er war sowie Erbherr auf Kade, Belicke, Parchau und Ziegelsdorf.

### Familie
Werder heiratete am 1. Januar 1781 in Magdeburg Auguste von Wulffen (1759–1800) aus dem Hause Pietzpuhl. Nach ihrem Tod ehelichte er am 14. Oktober 1801 Marianne Barth (1777–1865), eine Tochter des verstorbenen Professors Barth (auch: Bahrdt). Aus den Ehen gingen folgende Kinder hervor:
- Ludwig Wilhelm († 1805), preußischer Premierleutnant
- Ludwig Werner (1781–1806), gefallen bei Auerstedt als Sekondeleutnant im Infanterieregiment „von Kleist“
- Karl Wilhelm (1782–1783)
- Ferdinand (1785–1861), preußischer Generalleutnant
- Wilhelm (1786–1854), preußischer Generalleutnant
- Hans (1788–1868), preußischer Hauptmann und Postmeister
- Wilhelmine (1790–1852) ⚭ Otto von Erxleben, preußischer Major, Domherr von Brandenburg
- Natalie (1801–1871), Stiftsdame
- August (1803–1855), preußischer Major
- Juliane (1807–1883) ⚭ Johann Gottlieb August Naumann (1799–1870), Regierungspräsident[6]